# Médersa Hamzia
La médersa Hamzia (arabe : المدرسة الحمزية) est l'une des médersas de la médina de Tunis. Elle est construite au XXe siècle par un riche bourgeois pour loger les étudiants de la Zitouna originaires de la ville de Mahdia.

## Localisation

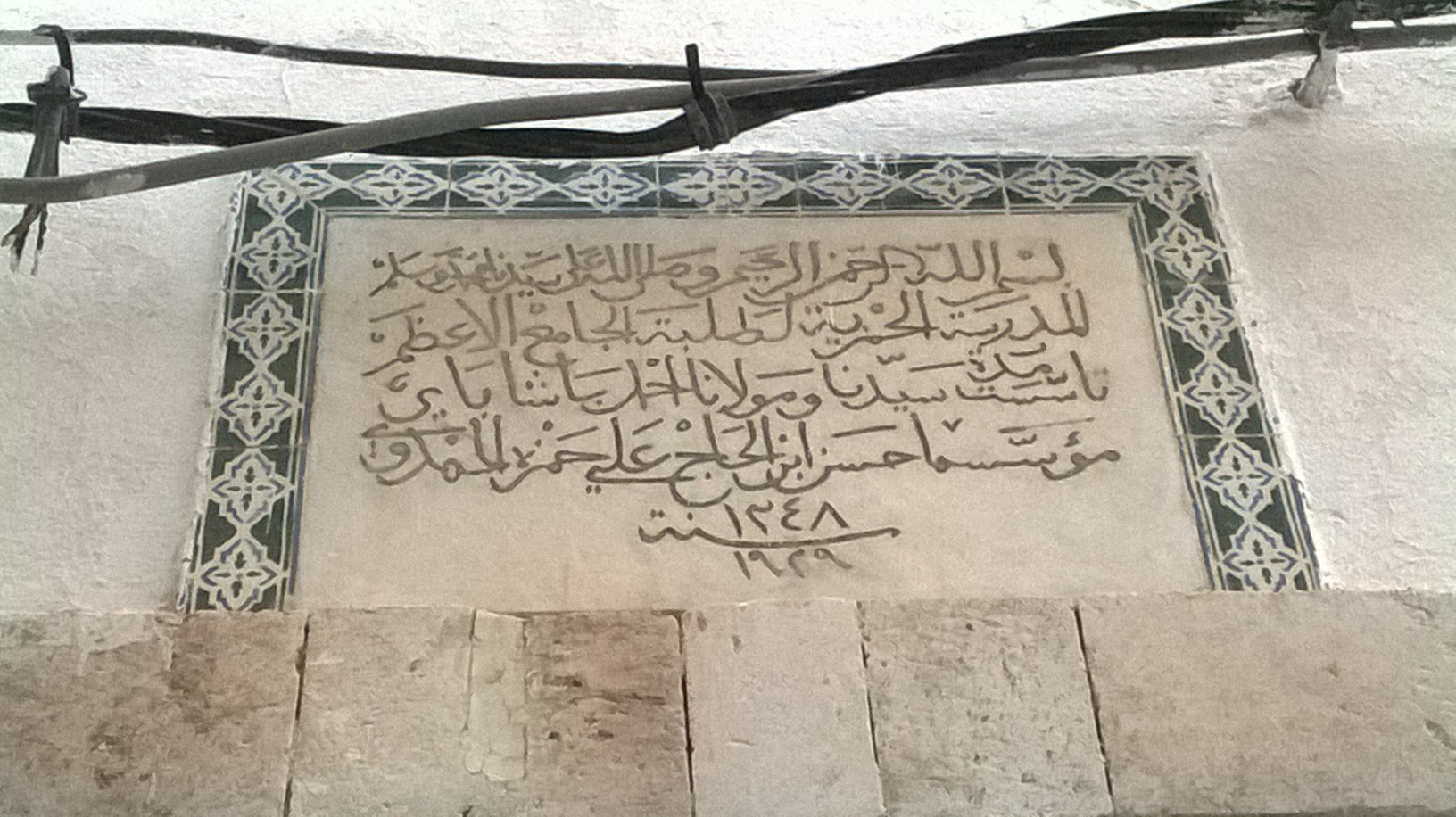
Inscription située au-dessus de l'entrée de la médersa.

Elle est située dans une impasse au niveau du souk El Attarine, à proximité de la médersa El Khaldounia et de la médersa Asfouria. Elle n'est éloignée que de quelques mètres de la mosquée Zitouna.

## Histoire
Elle est construite en 1929 par un riche Mahdois du nom de Hassan Ben El Haj Hamza. Tous ses habitants étaient des Mahdois.
Outre les étudiants, elle accueille des enseignants, ce qui fait d'elle l'unique médersa à avoir cette particularité.

## Gestion
De nos jours, elle est gérée par le ministère de la Culture.